# Gerard Giraldo
Gerard Giraldo, född 21 mars 1989, är en friidrottare från Colombia. Han deltog vid olympiska sommarspelen 2016.